# Cléber Eduardo Arado
Cléber Eduardo Arado (* 11. Oktober 1972 in São José do Rio Preto,  Bundesstaat São Paulo,  Brasilien; † 2. Januar 2021 in Curitiba, Brasilien) war ein brasilianischer Fußballspieler.
Arado spielte bei verschiedenen Fußballvereinen in Brasilien als Profispieler, so bei Mogi Mirim EC, Coritiba FC, Portuguesa, Guarani FC, Paulista FC und anderen. Im Ausland spielte er in Kyoto 1997 und 1998 sowie eine Saison in Mérida in Spanien. 2006 beendete er seine Karriere aufgrund von Knieproblemen. 1995 wurde er Landesmeister des Bundesstaates São Paulo, 1999 Landesmeister des Bundesstaates Parana.
Er starb im Alter von 48 Jahren an den Folgen einer COVID-19-Erkrankung und hinterließ eine Frau und zwei Kinder. Der Präfekt von Curitiba, Rafael Greca, ordnete für die Stadt einen Tag Trauer an.

## Erfolge
Mogi Mirim
- Staatsmeisterschaft von São Paulo Série A2: 1995

Atletico Paranaense
- Staatsmeisterschaft von Paraná: 1998

Coritiba
- Staatsmeisterschaft von Paraná: 1999

Ceará
- Staatsmeisterschaft von Ceará: 2002